# Dąbrowa (powiat sępoleński)
Dąbrowa (niem. Dombrowo) – wieś w Polsce położona w województwie kujawsko-pomorskim, w powiecie sępoleńskim, w gminie Kamień Krajeński. Lokację wsi datuje się na 1819 rok.
W latach 1975–1998 miejscowość należała administracyjnie do województwa bydgoskiego. Od 1999 miejscowość administracyjnie należy do powiatu sępoleńskiego w województwie kujawsko-pomorskim.

## Położenie
Wieś Dąbrowa leży w północno-zachodniej części województwa kujawsko-pomorskiego, na terenie Pojezierza Krajeńskiego, w powiecie sępoleńskim, w gminie Kamień Krajeński. Graniczy z innymi sołectwami: Witkowo (gmina Kamień Krajeński), Płocicz (gmina Kamień Krajeński), Lutówko (gmina Sępólno Krajeńskie). Dąbrowa leży na terenie Krajeńskiego Parku Krajobrazowego, gdzie można podziwiać m.in. Rezerwat Dęby Krajeńskie i Rezerwat Buczyna.

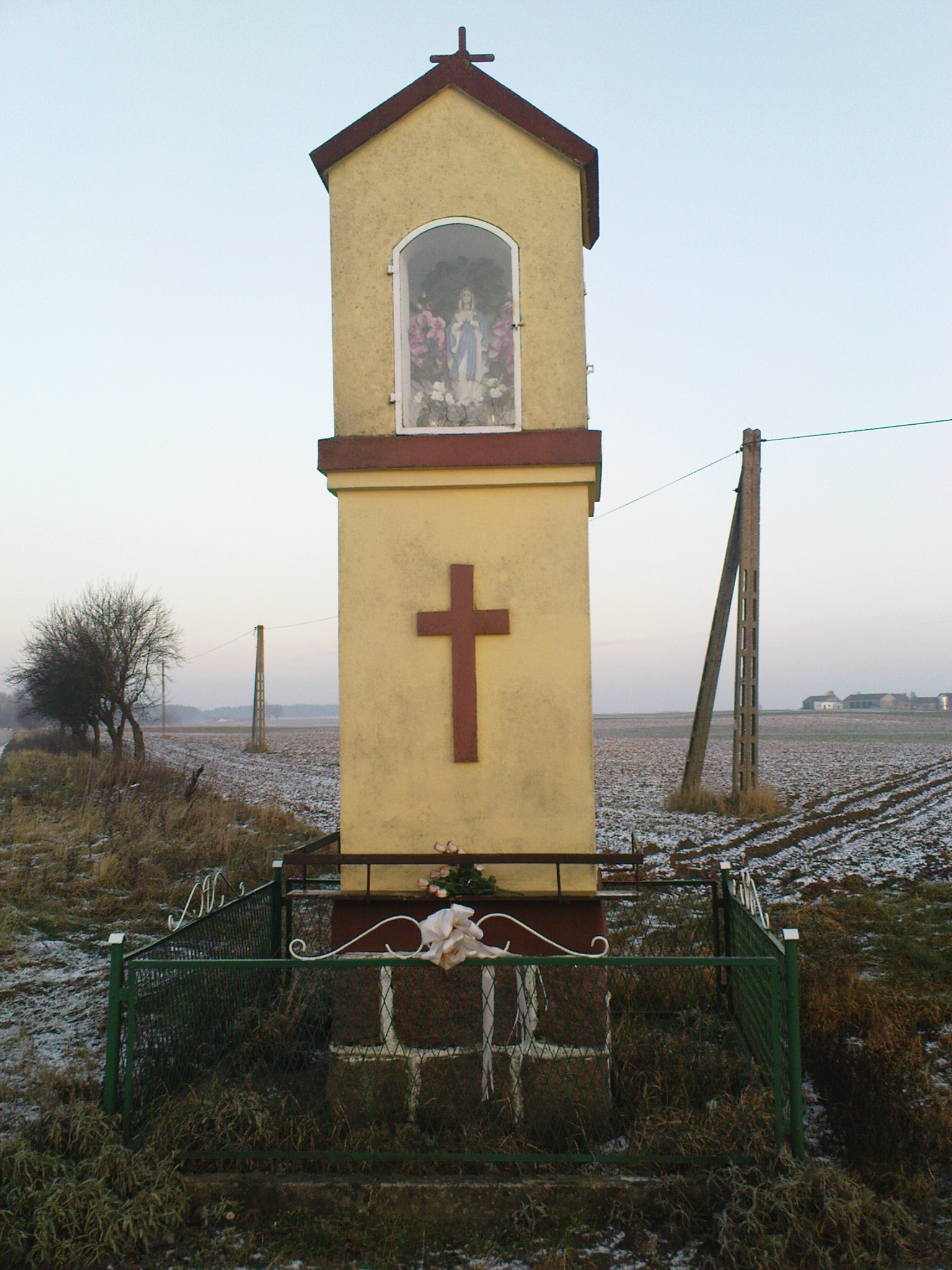
Przydrożna Figurka Matki Boskiej w Dąbrowie

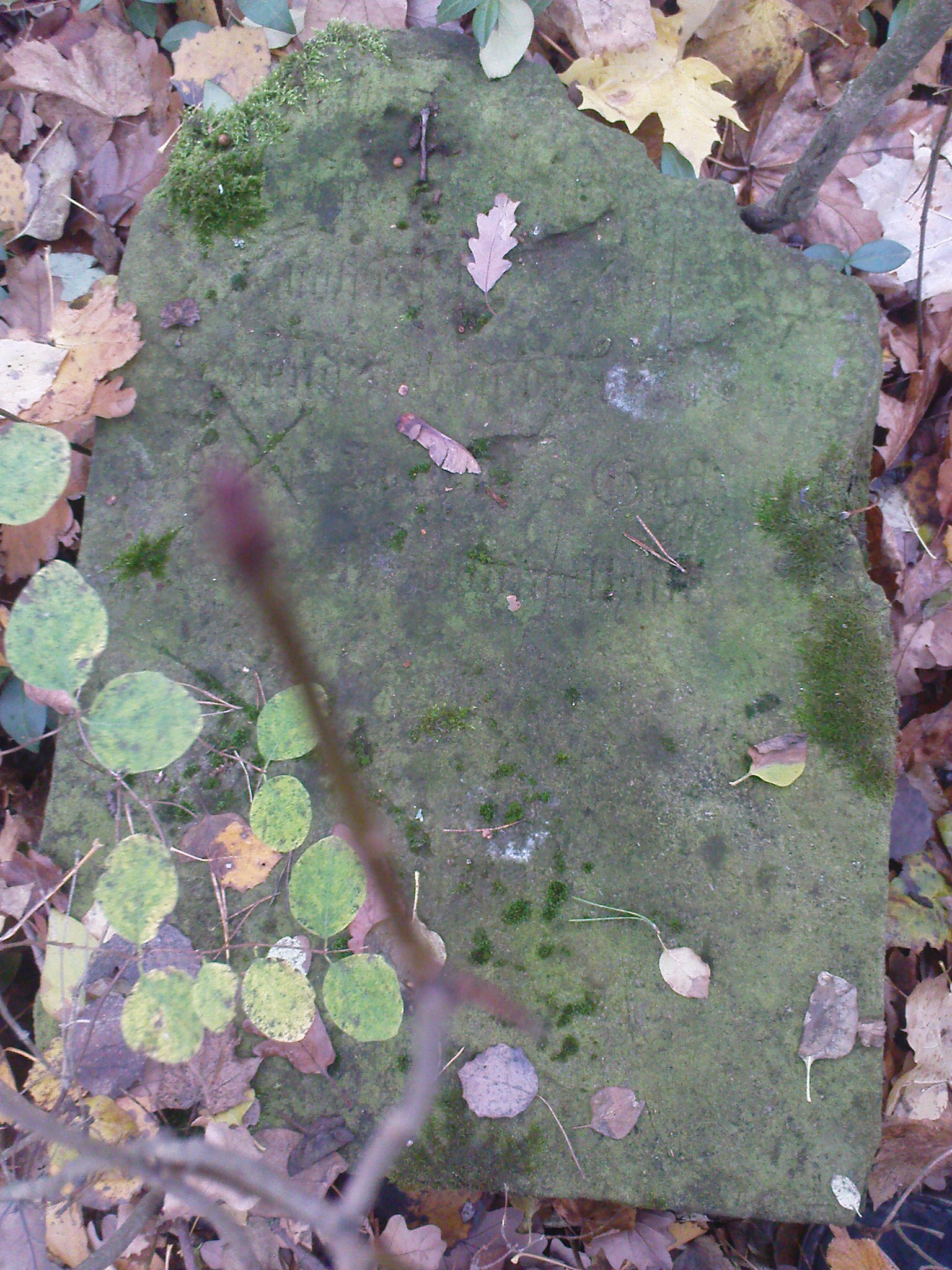
Rozbita tablica na cmentarzu ewangelickim

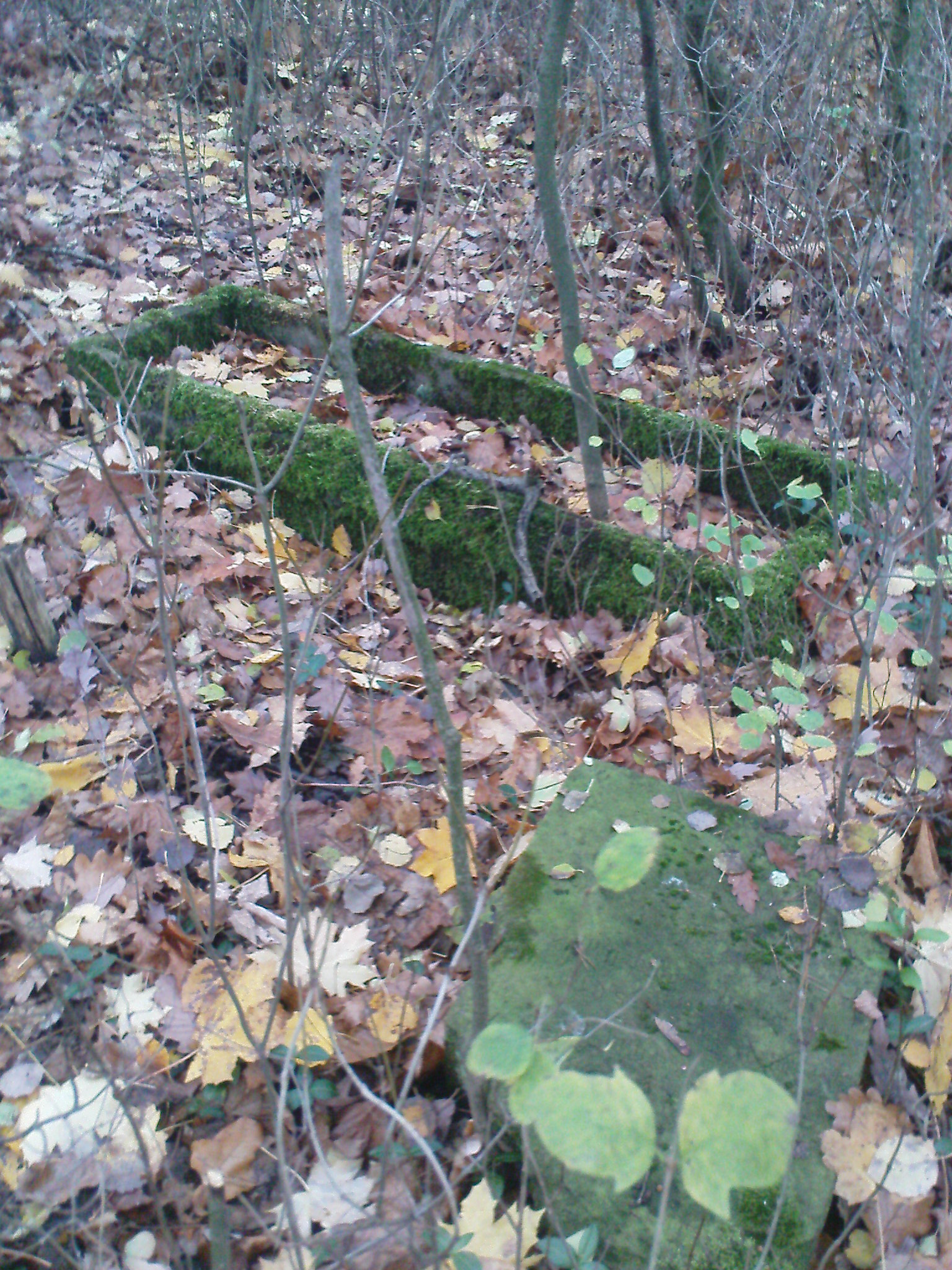
Jeden z lepiej zachowanych grobów na cmentarzu ewangelickim

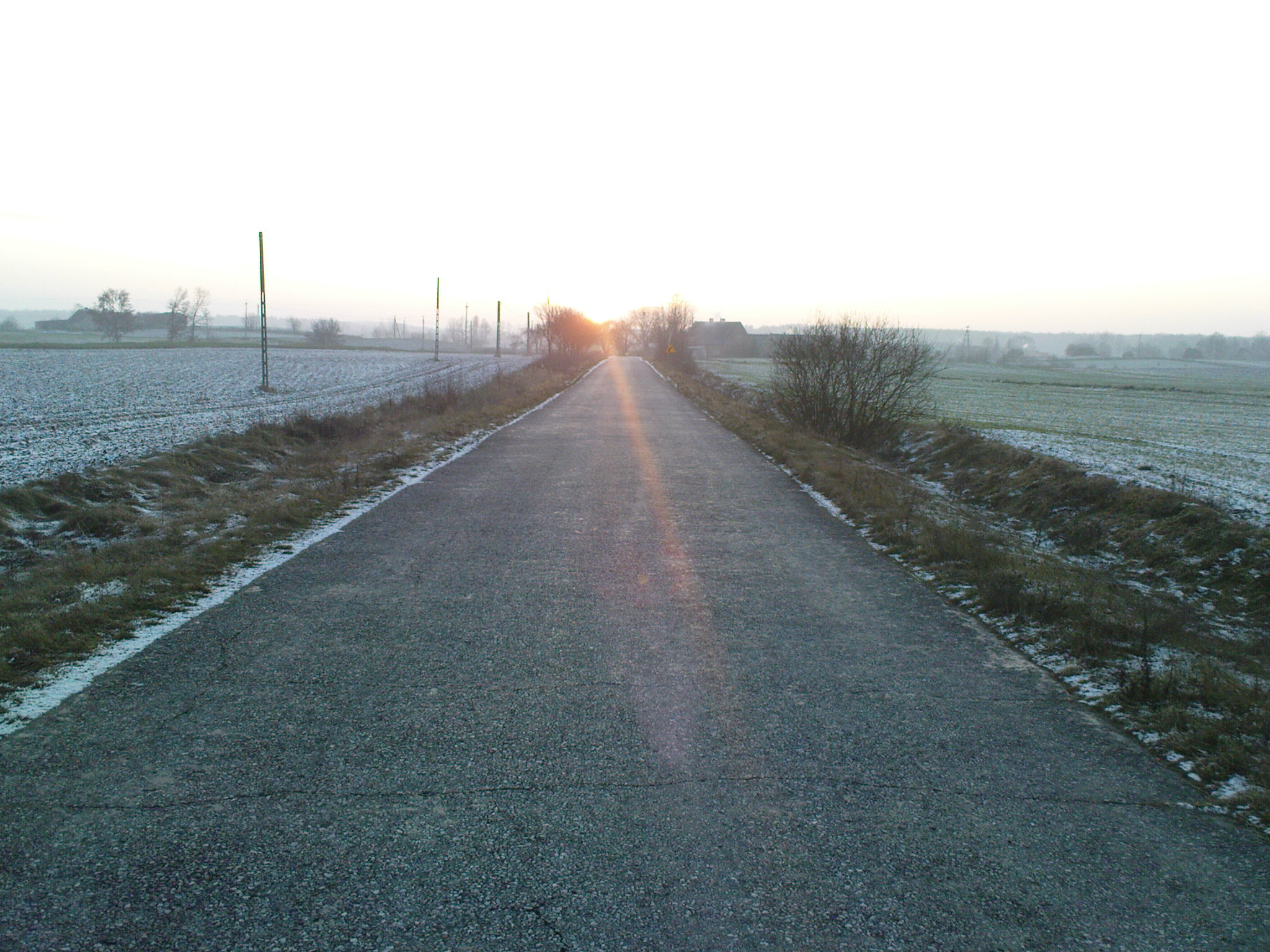
Główna droga we wsi – wybudowana na przełomie lat 1969/1970

## Historia

### Okres do 1918 roku
Etymologia nazwy wsi Dąbrowa pochodzi najprawdopodobniej od gajów dębowych, które nazywamy dąbrowami. Jak pokazuje niemiecka mapa z 1806 roku, tereny należące do wsi Dąbrowa były w dużej mierze porośnięte lasami, więc i nazwa wsi może pochodzić od nich. Osadnictwo na terenie dzisiejszej wsi zaczęło się rozwijać w pierwszym dziesięcioleciu XIX wieku, kiedy to postanowiono poddać parcelacji spore obszary lasów, głównie dębowych oraz łąk o nazwie Dombrowo. Tak powstałe działki wydzierżawiono nowym osadnikom. W ten oto sposób powstała kolonia Dombrowo ściśle związana z Kamieniem, która dość szybko się rozbudowywała. Lokację wsi datuje się na 1819 rok, co stawia Dąbrowę jako najmłodszą miejscowość sołecką w gminie Kamień Krajeński.
Napływ nowych osadników sprawiał, że wieś rozwijała się w szybkim tempie. W 1860 roku w Dąbrowie mieszkało już 52 kolonistów, którzy postanowili zbudować dla swoich 75 dzieci szkołę prywatną. Liczba ludności stale rosła. 1895 roku we wsi istniało 75 domów w których mieszkało 455 osób. Była to najwyższa liczba ludności w historii wsi. Później liczba ludności systematycznie spadała. Kolejny spis ludności wykazał, że w 70 domach mieszkało 377 osób.

### Okres międzywojenny
Obecne granice sołectwa ukształtowały się po I wojnie światowej. Wieś znalazła się w granicach II Rzeczypospolitej, gdzie od strony zachodniej była to granica z Niemcami. Administracyjnie wieś należała do gminy Kamień Krajeński w powiecie sępoleńskim.

#### Ludność
Liczba ludności w tym okresie kształtowała się na poziomie około 350 osób, z przewagą ludności polskiej. Mniejszość niemiecka jak i Polacy żyli zgodnie, choć jak wszędzie zdarzały się wyjątki i niektórzy gospodarze niemieccy szczerze nienawidzili Polaków i państwa polskiego, co owocowało współpracą z Republiką Weimarską, a później z Trzecią Rzeszą.
Dominującą profesją było rolnictwo, którym zajmowała się większość mieszkańców wsi. Nierolników było mało i byli to większości parobkowie lub robotnicy najemni. We wsi działał również jeden kowal.

#### Religia
We wsi dominowały dwa wyznania: rzymskokatolickie i ewangelickie. Katolikami w większości byli Polacy a ewangelikami – Niemcy. Wyznawców innych religii w Dąbrowie nie było. W miejscowości nie było kościoła, więc wierni uczęszczali na nabożeństwa do kościołów w Kamieniu (gdzie znajdowała się świątynia katolicka i zbór protestancki) i Starym Gronowie, gdzie znajdował się zbór protestancki. Wierni protestanccy swoich zmarłych chowali na miejscowym cmentarzu ewangelickim (który zachował się do dziś – niestety w katastrofalnym stanie), natomiast katolicy swoich zmarłych chowali na cmentarzu parafialnym w Kamieniu.

#### Życie społeczne
Po odzyskaniu niepodległości w Dąbrowie tak jak i w całym kraju tworzyły się różne związki i towarzystwa. Na terenie wsi działały m.in.: Związek Strzelecki, Hufiec Szkolny, Związek Przysposobienia Wojskowego, Związek Rezerwistów, Związek Powstańców i Wojaków.
Kwitł również handel i przemyt, którym trudnili się niemal wszyscy mieszkańcy wsi. Przemyt odbywał się na przejściu granicznym w sąsiedniej wsi Witkowo, ponieważ w 1928 roku zlikwidowano miejscową placówkę straży granicznej. Natomiast żeby handlować, udawano się do miejscowości Linde, gdzie znajdował się spory targ. Kupowano produkty trudno dostępne w Polsce (m.in. cytrusy, zapalniczki, sacharyna), a sprzedawano własne produkty (głównie rolne).

### Okres od 1939 do 1945 roku
Już w pierwszych godzinach wojny Dąbrowa bez walki znalazła się w rękach niemieckich. Od początku hitlerowcy wprowadzili terror, którego ofiarą padli m.in. miejscowi nauczyciele. Później terror ustał, jednakże położenie ludności polskiej było trudne. 26 października 1939 roku powrócono do niemieckiej nazwy Dombrowo. Natomiast w 1942 roku administracja hitlerowska podczas tzw. chrztów hitlerowskich zmieniła nazwę z Dombrowo na Eichsiedel. Wyzwolenie wsi nastąpiło 27 stycznia 1945 roku przez Armię Czerwoną.

### Okres od 1945 do 1989 roku
Po wyzwoleniu wieś opustoszała, ponieważ ludność niemiecka uciekła przed zbliżającym się frontem. Pozostała jedynie miejscowa ludność polska, która uniknęła hitlerowskich deportacji do Generalnego Gubernatorstwa. Wraz z Armią Czerwoną na tereny wyzwolone wkroczyło NKWD, które zaczęło aresztować i likwidować ludność podejrzewaną o współpracę z Niemcami, jak i też tą która podpisała tzw. volkslisty.
Życie powoli wracało do normalności. W 1956 roku powołano do życia Ochotniczą Straż Pożarną. Starano się o rozbudowę miejscowej szkoły, którą dokonano w 1960 roku. Cztery lata później udało się zelektryfikować całą wieś oraz zakupiono elektryczną syrenę alarmową dla OSP. Na przełomie lat 1969/1970 wybudowano nową drogę łączącą Kamień i Dąbrowę. W tym samym roku rozpoczęto budowę w czynie społecznym remizo-świetlicy. Prace ukończono w 1971 roku.

### Okres od 1989 do 2011 roku
Na większe inwestycje trzeba było czekać do końca lat 90. XX wieku, kiedy to w 1999 roku ukończono budowę telefonii stacjonarnej. Rok później zlikwidowano Szkołę Podstawową, a w jej miejsce powołano Szkołę Filialną z klasami 0-III Szkoły Podstawowej w Kamieniu Krajeńskim. Niestety rok później Szkołę całkowicie zlikwidowano, a uczniowie uczęszczali do szkoły w Kamieniu. Na jej miejsce powołano do życia w 2002 roku ośrodek rekreacyjno-edukacyjny Zielona Szkoła. W 2003 roku powstał Ludowy Zespół Sportowy Orzeł Dąbrowa, który istnieje do dziś. Natomiast na początku 2011 roku do użytku została oddana sieć wodociągowa.
We wsi, według Narodowego Spisu Powszechnego (III 2011 r.), mieszkało 221 osób. Jest dziewiątą co do wielkości miejscowością gminy Kamień Krajeński.

## Obecnie
Na zabudowę wsi składa się ponad 50 budynków mieszkalnych i 3 budynki użyteczności publicznej (sklep GS, „Zielona Szkoła” i świetlico–remiza). Teren wsi stanowią płaskie i faliste równiny morenowe, z czego większość zajmują użytki rolne, łąki i pastwiska.
Ludność wsi w większości stanową osoby w wieku produkcyjnym i poprodukcyjnym, natomiast mniejszość stanowią osoby w wieku przedprodukcyjnym. Ludność wsi w dalszym ciągu się starzeje. 90% osób zawodowo czynnych zajmuje się rolnictwem, pozostały odsetek pracuje w zakładach pracy w pobliskich miejscowościach.
Do 2001 roku we wsi działa szkoła podstawowa, która została zlikwidowana i przekształcona w 2002 roku w „Zieloną Szkołę”. Na przełomie 1970/1971 roku wybudowano w czynie społecznym remizo-świetlicę, przy której działa Ochotnicza Straż Pożarna, która w 2006 roku obchodziła 50-lecie istnienia.

## Kultura
Życie kulturalne wsi jest dosyć bogate. Organizuje się wiele zabaw i festynów wiejskich (gł. przez Ochotniczą Straż Pożarną, Koło Gospodyń Wiejskich i piłkarzy Orła Dąbrowa), na które przychodzi i bawi się wiele ludzi. W weekendy natomiast można się emocjonować wydarzeniami sportowymi związanymi z grą miejscowego zespołu piłkarskiego Orzeł Dąbrowa. Natomiast dzieciom czas organizuje Świetlica Wiejska w Dąbrowie, gdzie można pograć w tenisa stołowego, gry i zabawy planszowe. Do niedawna działa we wsi dziecięca grupa teatralna Pacynka, która odniosła wiele sukcesów w lokalnych przeglądach teatrzyków dziecięcych.

## Zabytki
- Przydrożna Figurka Matki Boskiej (co roku odbywają się tu w maju nabożeństwa).
- Poniemiecki cmentarz ewangelicko-augsburski (obecnie bardzo zaniedbany i zniszczony

## Sport
We wsi od 2004 roku działa Ludowy Zespół Sportowy Orzeł Dąbrowa.